# مجموعة تنمية الجنوب الإفريقي

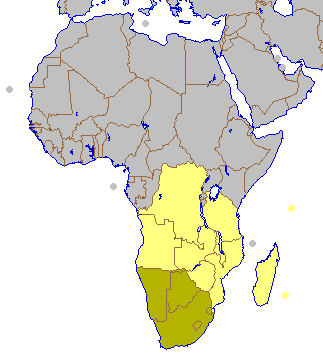
الأصفر : أعضاء المجموعة
الأخضر : أعضاء في المجموعة و في الاتحاد الجمركي لأفريقا الجنوبية.

مجموعة التنمية لإفريقيا الجنوبية أو اختصارا (SADC)، هي منظمة دولية تهدف إلى تعزيز التنمية الاقتصادية في إفريقيا الجنوبية. تأسست في 17 أغسطس 1992 بعد تعويضها بمؤتمر التنسيق لتنمية إفريقيا الجنوبية التي أنشأت في 1 أبريل 1980.

## الدول الأعضاء
يوجد 9 أعضاء مؤسسين وهم :
- أنغولا
- بوتسوانا
- ليسوتو
- مالاوي
- موزمبيق
- إسواتيني
- تنزانيا
- زامبيا
- زيمبابوي

ثم أصبح عدد الأعضاء 15 عضوا بعد دخول :
- ناميبيا - 31 مارس 1990
- جنوب إفريقيا - 30 أغسطس 1994
- موريشيوس - 28 أغسطس 1995
- جمهورية الكونغو الديمقراطية - 8 سبتمبر 1997
- مدغشقر - 18 أغسطس 2005 (معلقة بعد أحداث مارس 2009)
- سيشل - من 8 سبتمبر 1997 إلى 1 يوليو 2004، ثم في 2008.

تم رفض المرشحة رواندا سنة 2005 لأسباب إجرائية.

## مقالات ذات صلة
- منطقة التجارة الحرة الثلاثية
- الاتحاد الجمركي لأفريقا الجنوبية.
- المجموعة الإقتصادية لدول وسط إفريقيا.
- مجموعة شرق إفريقيا.

## روابط خارجية
- الموقع الرسمي للمجموعة.